# حمار زرد بورشل
حمار زرد بورشل (الاسم العلمي: Equus quagga burchellii) نويع جنوبي من حمار الزرد السهلي، اسمه مأخوذ عن اسم مستكشفه البريطاني وليام بورشل. يعيش حمار زرد بورشل في وحدات صغيرة من ذكر وأنثى ومهر، وتلتقي مع أقرانها وغيرها من الحيوانات عند التزود بالماء من الواحات. لا يوجد فصل معين للتكاثر، يمكن للولادة أن تكون في أي شهر. فترة الحمل من 360 - 390 يوماً، يزن الوليد الجديد 30 - 35 كيلوغراماً، ويفطم بعد 11 شهراً.